# Jacques Vivier
Jacques Stephane Vivier (* 9. Oktober 1930 in Sainte-Croix-de-Mareuil; † 27. Dezember 2021 in Ribérac) war ein französischer Radrennfahrer.

## Sportliche Laufbahn
Vivier war im Straßenradsport aktiv. Als Amateur siegte er 1951 in der Militärmeisterschaft im Straßenrennen. Er gewann das Etappenrennen Route de France 1951 mit einem Etappensieg vor Marcel Bon. Danach wurde er Berufsfahrer. Er konnte 1952 und 1954 jeweils eine Etappe in der Tour de France gewinnen. 1951 war er Circuit du Cantal erfolgreich. 1953 gewann er den Grand Prix d’Oradour-sur-Vayres.
Die Tour de France bestritt er fünfmal. In der 1952 wurde er 49. und 1954 40. der Gesamtwertung. 1953, 1955 und 1956 beendete er die Rundfahrt nicht. Im Giro d’Italia 1953 und in der Vuelta a España 1955 war er ausgeschieden. 1958 trat er von Radsport zurück.